# 大谷贇雄
大谷 贇雄（おおたに よしお、1900年11月2日 - 1970年12月23日）は、日本の政治家。名古屋市会議員（2期）、参議院議員（3期）。愛知県教育委員長（初代）、農林政務次官、参議院懲罰委員会委員長などを歴任した。位階勲等は従三位勲二等。

## 経歴
明治33年（1900年）11月2日、学校法人桜花学園の創立者である大渓専の長男として、鹿児島県に生まれる。2歳になるまでを鹿児島、姫路にて過ごした後に、父の郷里である愛知県幡豆郡横須賀村で育つ。大正8年（1919年）3月に旧制尾張中学校（現・名古屋大谷高等学校）を卒業した。
大正14年（1925年）3月に慶應義塾大学文学部を卒業すると、桜花高等女学校（現・桜花学園高等学校）で教鞭をとった。また、昭和6年（1931年）に同校の校長に就任した。
昭和12年（1937年）9月に37歳で名古屋市会議員選挙に出馬し初当選を果たし、5年後の昭和17年（1942年）9月に再選された。
昭和20年（1945年）3月20日、召集。少尉として名古屋城にある陸軍第三師団に配属され、出兵せずに終戦を迎えた。
昭和23年（1948年）公選で当選した愛知県教育委員に就任するため、校長を退任。翌年、初代愛知県教育委員長に就任し、教育行政に尽くした。また昭和24年（1949年）12月に公布された私立学校法により誕生した学校法人桜花学園の初代理事長となり、昭和31年（1956年）に退くまで奔走した。
昭和28年（1953年）第3回参議院議員通常選挙に全国区で自由党から出馬、当選を果たしたが、栃木県佐野市の投票所で候補者平林剛の所属政党名の誤記があったことにより、1954年（昭和29年）9月24日、最高裁判所の上告審判決により佐野市での選挙が無効となり、大谷を含めた6名が失格した。そのため、同年10月17日、佐野市で再選挙が行われ、改めて当選が確定した。なお、参議院選挙への出馬を決めた際、姓の大渓（おおたに）が読みにくいために「大谷」へ改姓した。
その後、第5回、第7回通常選挙にも全国区で立候補して当選し、参議院議員に連続3期在任した。また、自由民主党では、石井派に所属した。第二次池田内閣では農林政務次官を務めた。懲罰委員長や公職選挙法改正に関する特別委員長も歴任した。
昭和45年（1970年）秋の叙勲で勲二等瑞宝章受章。同年12月23日、食道癌のため現職のまま死去、70歳。死没日をもって従三位に叙される。